# Palanpur

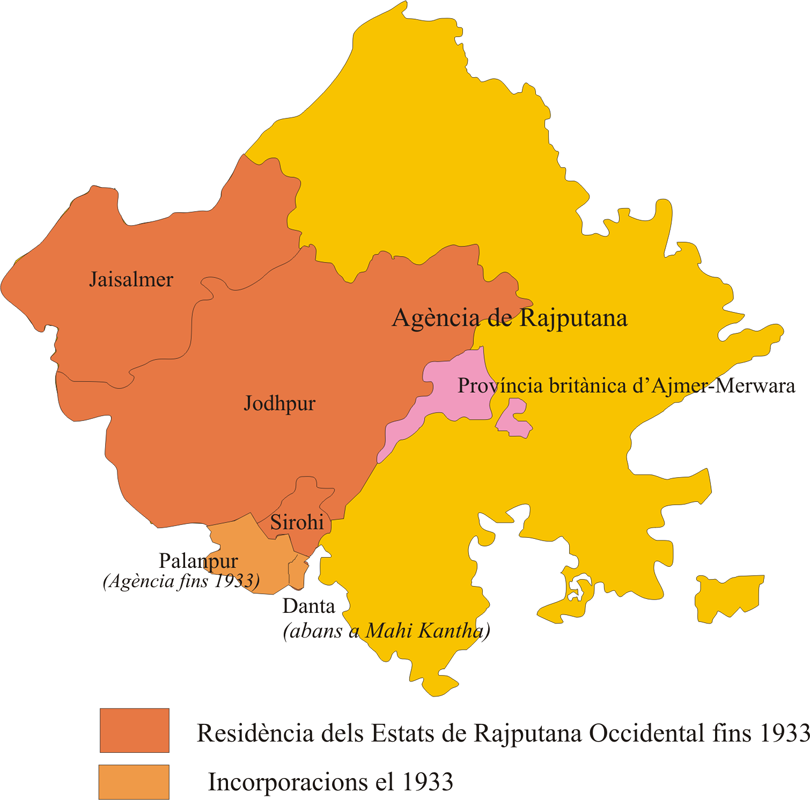
Residència dels Estats de Rajputana Occidental

Palanpur  fou un estat de la Rajputana, a l'extrem sud de l'Agència de Rajputana, dins la residència dels Estats de Rajputana Occidental. Anteriorment forma part de l'agència de Palanpur. Limitava al nord amb Jodhpur i Sirohi; a l'est amb Sirohi i Danta (les muntanyes Aravalli feien la frontera); al sud amb Baroda; i a l'oest amb alguns estats menors que havien format part de l'agència de Palanpur.
Mesura 96,6 km d'est a oest i 72 km de nord a sud. La seva salutació inicial era d'onze canonades que fou apujada a 13 sota el diwan Sher Muhammad Khan (mort el novembre de 1918).
La part sud i est del territori és plana i només lleugerament ondulada i amb un nombre limitat d'arbres, i al nord és muntanyosa i selvàtica. Els poblets eren petits i pobres. Els turons proveeien bona pastura i els boscos bona fusta. El regaven el riu Banas i el riu Saraswati (Gujarat). El clima era sec i calorós i les pluges moderades.
La població era de 215.972 el 1872, 234.402 el 1881, 274.864 el 1891, 222.627 el 1901 i 265.424 el 1931. L'única ciutat rellevant era Palanpur (ciutat). El 84% era hindú, l'11% musulmà, i la resta jains i altres. Emissions de segells propis de Palanpur apareixen entre 1900 i 1945.
La principal producció de l'estat era blat, arròs, i altres grans i canya de sucre. El comerç principal era el cotó, la roba, els grans, la sucre i l'arròs, especialment amb Pali, Dholera, Ahmedabad i Radhanpur.
El sobirà pagava un tribut de 38.461 rupies als gaikwar de Baroda. L'exèrcit el formaven 440 infants i 160 cavallers. La policia la formaven 2935 homes.
El principat disposava de 22 escoles (1901) i algun hospital i dispensaris.

## Escut i bandera

Bandera, la proporció correcte era 2:3

L'escut és gironat vermell fosc i verd (el primer quarter el verd és damunt a la drets i el vermell sota a l'esquerra). En cada una de les dues diagonals de la part superior) una flama daurada, i una altra flama al centre de la part inferior; al centre de l'escut un corona daurada. A sobre un elm de plata amb llambrequins daurats, i damunt un falcó mirant a l'esquerra de color natural sobre una branca daurada. L'escut està aguantat per dos antílops naturals amb corns negres i descansen sobre una decoració daurada que aguanta una cinta verda en la que hi ha escrit en lletres sànscrites negres el lema de l'estat "Ba aql giriftah ba shamsher dasht".
La bandera de l'estat era de proporció 2:3, rectangular amb tres franges horitzontals verda, sobre groc sobre vermell. Per vehicle s'utilitzava la mateix però de mesura inferior.
L'estendard reial era rectangular (2:3) de color vermell fosc, amb vora pels quatre costats de color verd. La mateixa la portava el diwan al vehicle, però en mesura inferior

## Govern i història
El govern correspon al diwan (el sobirà) i s'anomena darbar (govern). La casa reial descendeix dels lohanis, una tribu de l'Afganistan després coneguts com a jaloris, que van capturar Jalore als chauhan rajputs al segle XIV i la van governar inicialment com a vassalls d'Ahmedabad i quan aquesta monarquia estava al seu final, el governant aleshores, Ghazni Khan, va aixecar en armes el nord de Gujarat en favor de Muzaffar Shah, el darrer sultà d'Ahmadabad, el que li va costar ser empresonat per Akbar (1573)
Després d'un temps fou alliberat i reinstal·lat a Jalore (1589 o 1590) i al cap de set anys va rebre el títol de diwan i el govern de Lahore per haver rebutjat una invasió de les tribus afganeses.
Durant el seu govern el seu germà Malik Firuz Khan va conquerir Palanpur i Deessa, i va establir els seus quarters a la primera ciutat. Ghazni Khan va morir el 1614 i el va succeir el seu fill Pahar Khan que va deixar el lloc el 1616 a Firuz Khan. El 1682 els sobirans va ser confirmats en la possessió de Jalore i Sachor per Aurangzeb. El 1699 la capital es va fixar a Palanpur.
El 1809 el sobirà fou mort per una facció dels nobles, i els britànics van intervenir i van posar al tron al fill del difunt, sota regència d'un oncle. El regent i el pupil es van enfrontar posteriorment fins al 1817 quan l'oncle es va revoltar; els britànics van restablir la pau, i un contingent va entrar a Palanpur, on van deposar el sobirà i el van substituir, sota el control d'un superintendent polític; una força local de 250 homes es va establir per prevenir futurs disturbis. La situació es va mantenir fins al 1874, quan el control britànic, sobretot quant a les despeses i ingressos es va relaxar; la recaptació per part dels britànics es va mantenir no obstant fins al 1891.
El govern corresponia al sobirà que té dret de jutjar als seus súbdits però no als ciutadans britànics. La successió es regulava segons la llei islàmica i per ordre de primogenitura.

## Llista dediwans
- Khurran Khan, vers 1370
- Yusuf Khan (fill)
- Hasan Khan (fill)
- Salar Khan(fill)
- Usman Khan (germà), rebé el títol hereditari de Zubdat-ul-Mulk del sultà de Gujarat.
- Subban Khan (fill de Salar Khan)
- Mujahid Khan I (fill), fins a 1509
- Ali Sher Khan (germà)
- Sikandar Khan (fill), fins a 1548
- Ghazni Khan I (fill?) 1548-?
- Khanji (fill ?) ?-1576
- Ghazni Khan II (fill), primer diwan 1576-1614
- Pahad Khan I (fill) 1614-1616
- Firuz Khan (germà de Ghazni Khan I) 1616-?
- Mujahid Khan II (fill)
- Kamal Khan (nebot, fill de Salim Khan)
- Fateh Khan (germà)
- Firuz Khan II (fill de Kamal Khan)
- Karim Dad Khan (fill)
- Pahad Khan II (fill)
- Bahadur Khan (fill de Fuiruz Khan II)
- Salim Khan (germà)
- Sher Khan (fill), mort vers 1788
- Mubariz Khan (nebot, fill d'una germana, proclamat per la reina mare, deposat pels nobles) 1788-?
- Shamser Khan ?-1794 (col·lateral, rebesnet de Firuz Khan II)
- Firuz Khan III (besnet de Fateh Khan I) 1794-1812
- Shamser Khan 1812-1813 (segona vegada)
- Fateh Khan II (fill de Firuz Khan III) 1813-1854
- Zorawar Khan (fill) 1854-1877
- Sher Muhammad Khan 1877-1918
- Taley Muhammad Khan 1918-1949 (mort el 1957)